# Naturbahnrodel-Weltcup 2019/20
Der Naturbahnrodel-Weltcup 2019/20 begann am 3. Januar 2020 in Winterleiten (Österreich) und endete am 15. Februar 2020 in Umhausen. Als weitere Austragungsorte fungierten  das Passeiertal in Südtirol mit einem Weltcup + Verfolger-Rennen, Vatra Dornei in den rumänischen Karpaten, Deutschnofen in Südtirol mit dem Klassiker, Laas in Südtirol als Ersatzort für Zelezniki und Umhausen mit dem Finale. Es wurden in drei Disziplinen jeweils sieben Rennen ausgetragen. Höhepunkt der Saison war die Naturbahnrodel-Europameisterschaft 2020 in Moskau.

## Damen-Einsitzer

### Ergebnisse
| Datum                    | Ort          | Siegerin         | Zweite           | Dritte                 |
| ------------------------ | ------------ | ---------------- | ---------------- | ---------------------- |
| 3. bis 5. Januar 2020    | Winterleiten | Evelin Lanthaler | Greta Pinggera   | Tina Unterberger       |
| 9. bis 10. Januar 2020   | Passeiertal  | Evelin Lanthaler | Tina Unterberger | Michelle Diepold       |
| 11. bis 12. Januar 2020  | Passeiertal  | Evelin Lanthaler | Tina Unterberger | Greta Pinggera         |
| 17. bis 19. Januar 2020  | Vatra Dornei | Greta Pinggera   | Evelin Lanthaler | Tina Unterberger       |
| 24. bis 26. Januar 2020  | Deutschnofen | Evelin Lanthaler | Greta Pinggera   | Tina Unterberger       |
| 8. bis 10. Februar 2020  | Laas         | Evelin Lanthaler | Tina Unterberger | Greta Pinggera         |
| 14. bis 16. Februar 2020 | Umhausen     | Evelin Lanthaler | Greta Pinggera   | Jekaterina Lawrentjewa |

### Weltcupstand
Endstand
| Rang | Name                   | Punkte |
| ---- | ---------------------- | ------ |
| 01   | Evelin Lanthaler       | 685    |
| 02   | Greta Pinggera         | 555    |
| 03   | Tina Unterberger       | 525    |
| 04   | Michelle Diepold       | 410    |
| 05   | Jekaterina Lawrentjewa | 405    |
| 06   | Daniela Mittermair     | 330    |
| 07   | Sara Bachmann          | 309    |
| 08   | Michaela Niemetz       | 277    |
| 09   | Aleksandra Suvorova    | 249    |
| 10   | Tamara Fissore         | 207    |

## Herren-Einsitzer

### Ergebnisse
| Datum                    | Ort          | Sieger              | Zweiter             | Dritter             |
| ------------------------ | ------------ | ------------------- | ------------------- | ------------------- |
| 3. bis 5. Januar 2020    | Winterleiten | Michael Scheikl     | Patrick Pigneter    | Thomas Kammerlander |
| 9. bis 11. Januar 2020   | Passeiertal  | Alex Gruber         | Thomas Kammerlander | Patrick Pigneter    |
| 11. bis 12. Januar 2020  | Passeiertal  | Thomas Kammerlander | Michael Scheikl     | Patrick Pigneter    |
| 17. bis 19. Januar 2020  | Vatra Dornei | Alex Gruber         | Patrick Pigneter    | Michael Scheikl     |
| 24. bis 26. Januar 2020  | Deutschnofen | Thomas Kammerlander | Patrick Pigneter    | Alex Gruber         |
| 7. bis 9. Februar 2020   | Laas         | Michael Scheikl     | Thomas Kammerlander | Patrick Pigneter    |
| 13. bis 15. Februar 2020 | Umhausen     | Thomas Kammerlander | Michael Scheikl     | Patrick Pigneter    |

### Weltcupstand
Endstand
| Rang | Name                | Punkte |
| ---- | ------------------- | ------ |
| 01   | Thomas Kammerlander | 600    |
| 02   | Michael Scheikl     | 555    |
| 03   | Patrick Pigneter    | 550    |
| 04   | Alex Gruber         | 510    |
| 05   | Grigori Bukin       | 356    |
| 06   | Alexander Jegorow   | 307    |
| 06   | Christian Schopf    | 271    |
| 08   | Florian Clara       | 261    |
| 09   | Florian Glatzl      | 256    |
| 10   | Stanislaw Kowschik  | 245    |

## Doppelsitzer

### Ergebnisse
| Datum                    | Ort          | Sieger   | Sieger                         | Zweite   | Zweite                               | Dritte     | Dritte                               |
| ------------------------ | ------------ | -------- | ------------------------------ | -------- | ------------------------------------ | ---------- | ------------------------------------ |
| 3. bis 5. Januar 2020    | Winterleiten | Russland | Pawel Porschnew Iwan Lasarew   | Italien  | Patrick Pigneter Florian Clara       | Italien    | Patrick Lambacher Matthias Lambacher |
| 9. bis 10. Januar 2020   | Passeiertal  | Italien  | Patrick Pigneter Florian Clara | Russland | Pawel Porschnew Iwan Lasarew         | Russland   | Alexander Jegorow Pjotr Popow        |
| 11. bis 12. Januar 2020  | Passeiertal  | Italien  | Patrick Pigneter Florian Clara | Italien  | Patrick Lambacher Matthias Lambacher | Osterreich | Fabian Achenrainer Simon Achenrainer |
| 17. bis 19. Januar 2020  | Vatra Dornei | Italien  | Patrick Pigneter Florian Clara | Italien  | Patrick Lambacher Matthias Lambacher | Russland   | Alexander Jegorow Pjotr Popow        |
| 24. bis 26. Januar 2020  | Deutschnofen | Italien  | Patrick Pigneter Florian Clara | Russland | Pawel Porschnew Iwan Lasarew         | Italien    | Patrick Lambacher Matthias Lambacher |
| 7. bis 9. Februar 2020   | Laas         | Russland | Pawel Porschnew Iwan Lasarew   | Italien  | Patrick Pigneter Florian Clara       | Italien    | Patrick Lambacher Matthias Lambacher |
| 13. und 15. Februar 2020 | Umhausen     | Italien  | Patrick Pigneter Florian Clara | Russland | Pawel Porschnew Iwan Lasarew         | Italien    | Patrick Lambacher Matthias Lambacher |

### Weltcupstand
Endstand
| Rang | Name                                   | Punkte |
| ---- | -------------------------------------- | ------ |
| 01   | Patrick Pigneter – Florian Clara       | 670    |
| 02   | Pawel Porschnew – Iwan Lasarew         | 570    |
| 03   | Patrick Lambacher – Matthias Lambacher | 510    |
| 04   | Alexander Jegorow – Pjotr Popow        | 435    |
| 05   | Adam Jędrzejko – Konrad Stano          | 334    |
| 06   | Stanislaw Kowschik – Ilja Tarassow     | 287    |
| 07   | Tomas Hasek – David Rydl               | 284    |
| 08   | Alexei Martjanow – Ivan Rodin          | 245    |
| 09   | Isa Guzeloglu – Yuzuf Ozcan            | 231    |
| 10   | Fabian Achenrainer – Simon Achenrainer | 180    |